# Kläre Bloch

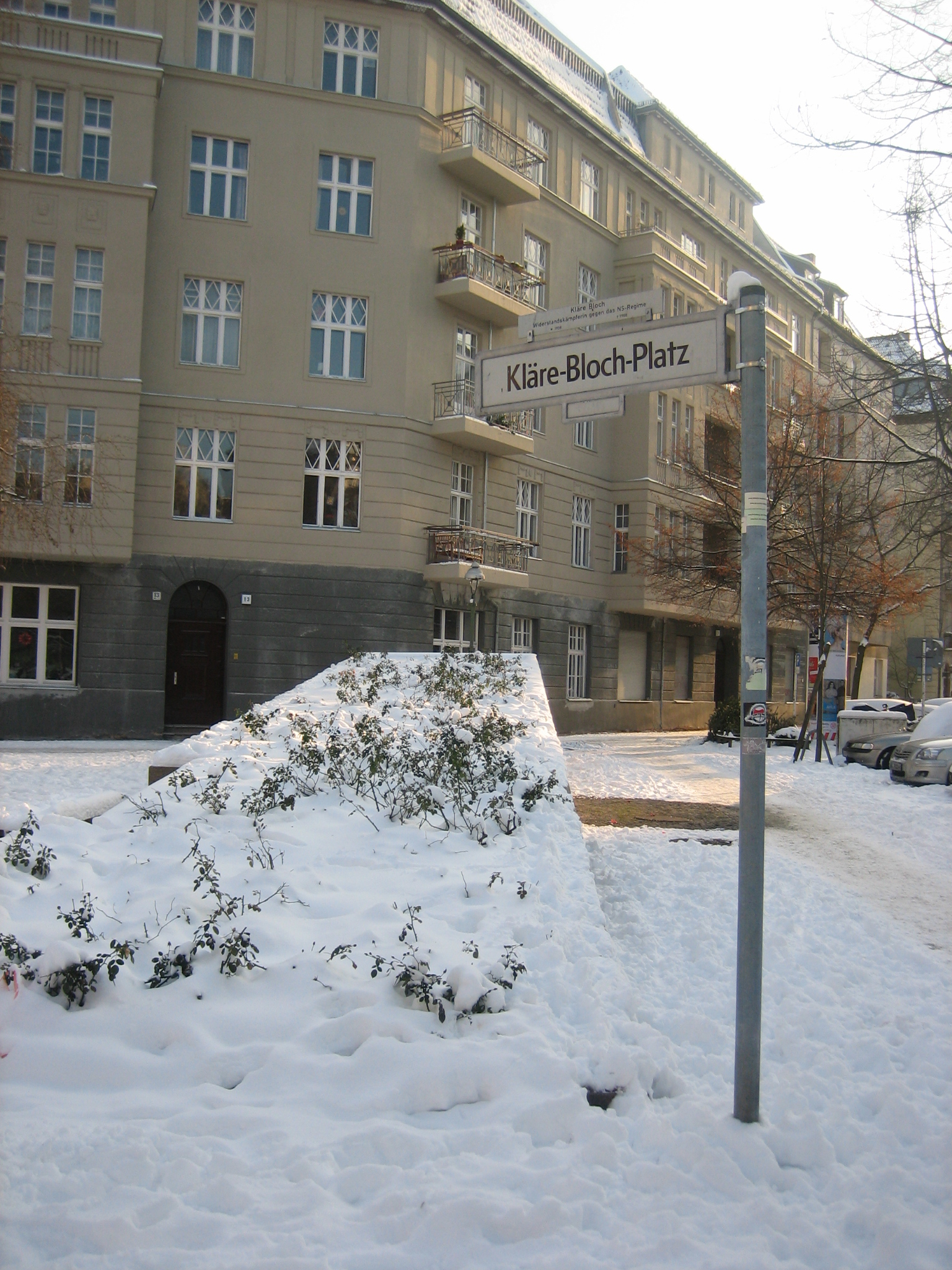
Kläre-Bloch-Platz in Berlin

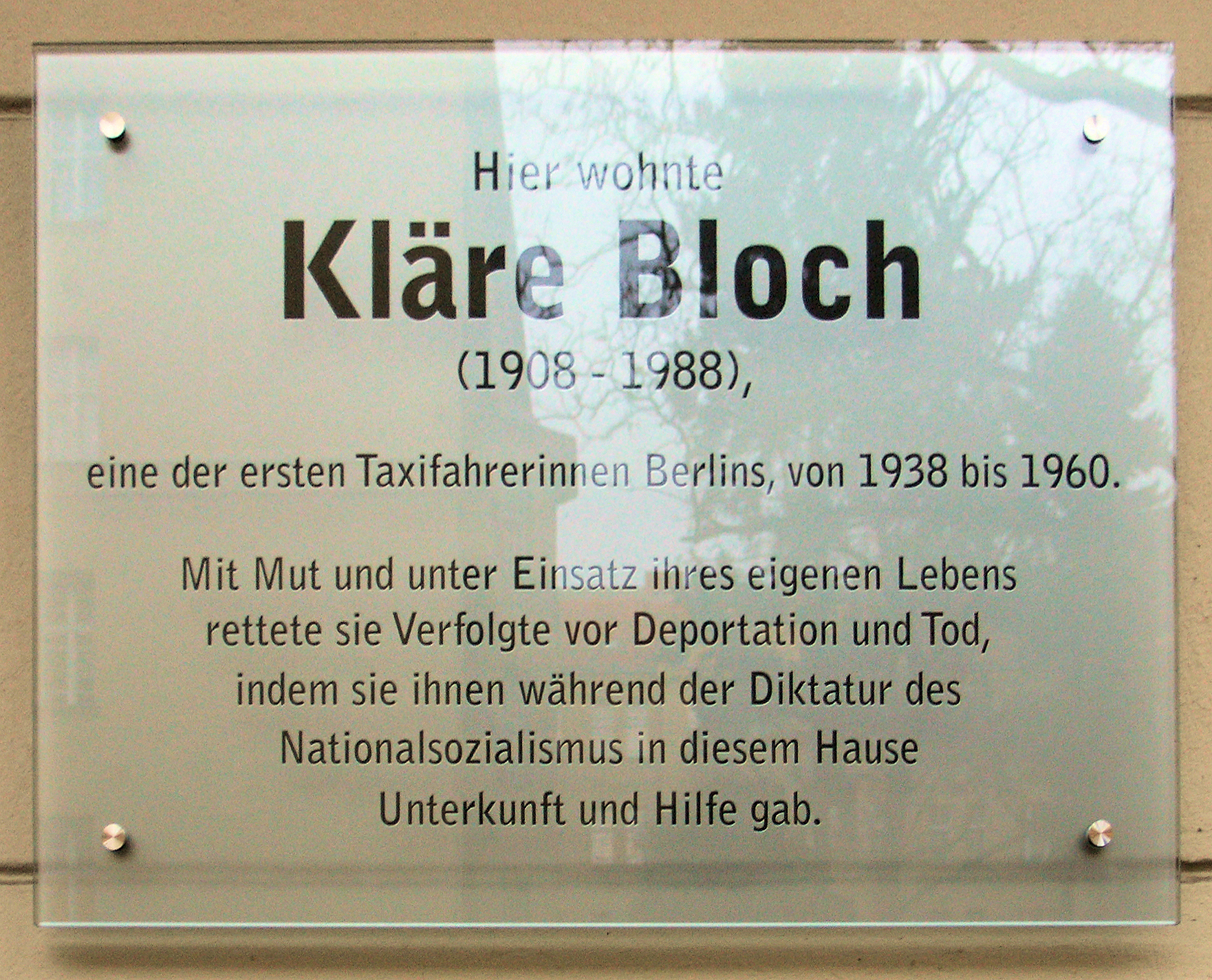
Gedenktafel am Haus Horstweg 28 in Berlin-Charlottenburg

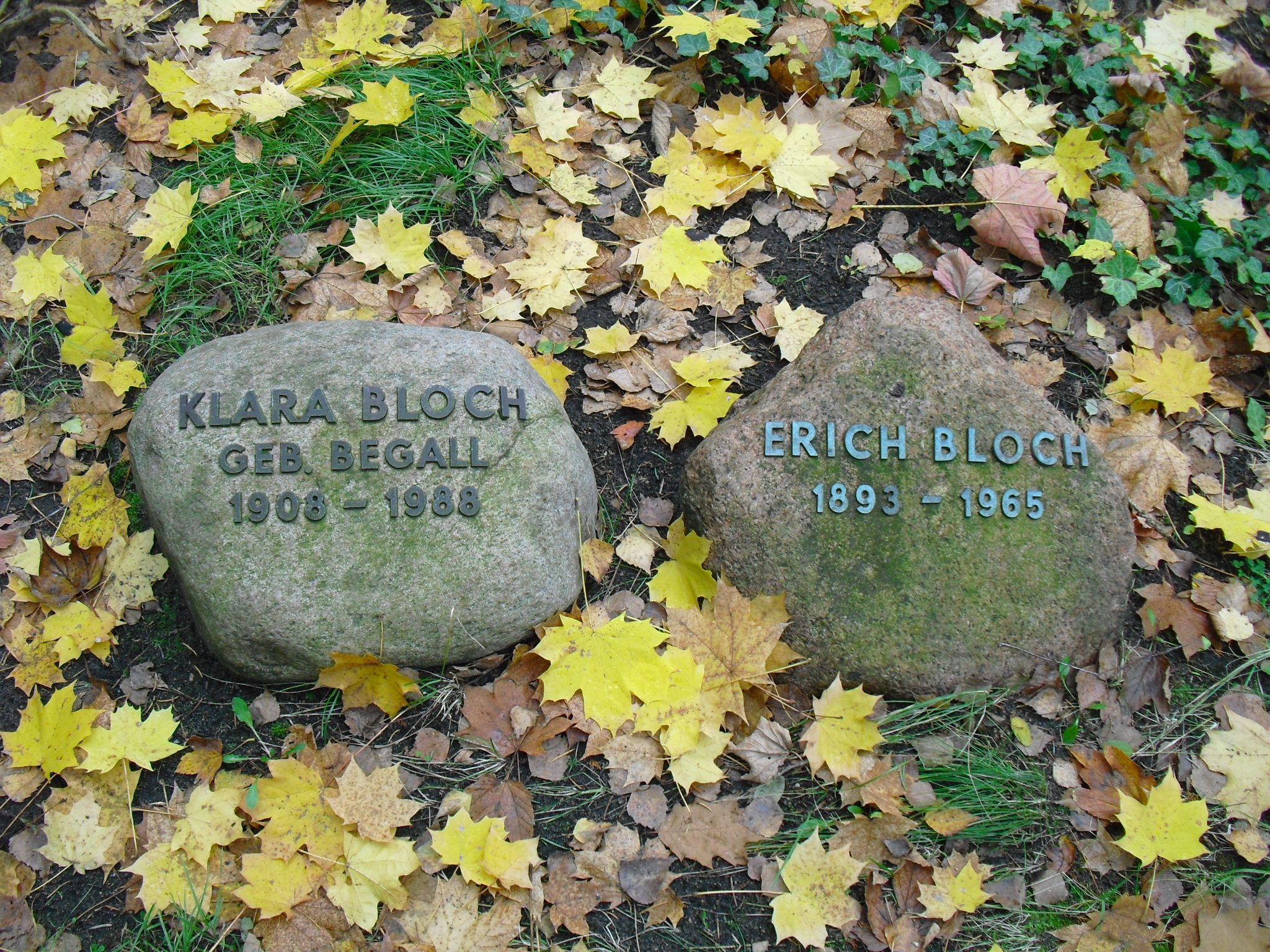
Grabsteine von Klara Bloch & Erich Bloch auf dem Friedhof Heerstraße

Kläre Bloch, geb. Klara Begall (* 13. Februar 1908 in Schmargendorf; † 4. November 1988 in Berlin-Charlottenburg) war eine der ersten Taxifahrerinnen Berlins. Sie leistete Widerstand gegen den Nationalsozialismus, indem sie in ihrer Wohnung in Berlin zahlreiche Juden versteckte.

## Leben
Kläre Bloch wuchs als Klara Begall in den Berliner Vororten Schmargendorf und Halensee auf. Ihr Vater betrieb einen Kleinbetrieb als Kraftdroschkenkutscher. Nach dem Abschluss der Handelsschule machte sie eine Ausbildung als Kontoristin und arbeitete in verschiedenen kaufmännischen Betrieben. 1930 erwarb sie die Fahrerlaubnis für Kraftfahrzeuge und fuhr die Kraftdroschke ihres Vaters. Sie wurde dadurch eine der ersten Taxifahrerinnen in Berlin.
1938 ließ sie sich scheiden und zog in eine Wohnung im Charlottenburger Klausenerplatz-Kiez. Ab 1943 verbarg sie in ihrer Wohnung im Horstweg 28 den Kommunisten Erich Bloch und andere, die wie Bloch von den Nazis als Juden und Widerständler verfolgt wurden. Später heirateten sie und Klara Begall übernahm den Namen Bloch. 
Kläre Bloch starb Anfang November 1988 im Alter von 80 Jahren. Ihr Grab befindet sich auf dem landeseigenen Friedhof Heerstraße in Berlin-Westend. Sie ruht dort an der Seite ihres 1965 verstorbenen Gatten Erich Bloch.
Die letzte Ruhestätte von Kläre Bloch (Grablage: I-Erb.-Mauer) ist seit 2020 als Ehrengrab des Landes Berlin gewidmet. Die Widmung gilt zunächst für die übliche Frist von zwanzig Jahren, kann anschließend aber verlängert werden.

## Ehrungen
- In Berlin-Charlottenburg der Kläre-Bloch-Platz
- In Berlin-Wilmersdorf gibt es die Kläre-Bloch-Schule[3]